# Corsiaceae
Corsiaceae је фамилија монокотиледоних скривеносеменица, која обухвата три рода са 30 врста. Врсте ове фамилије су паразити (не врше фотосинтезу). 
Статус фамилије постоји у већини класификационих схема, али је систематски положај различит — на пример, у систему APG I фамилија је неодређеног положаја у оквиру монокотиледоних биљака, а према APG II припада реду Liliales. Родови Arachnitis и Corsiopsis су монотипски, и неодређене филогенетске сродности са родом Corsia — по неким ауторима, фамилија Corsiaceae треба да се дефинише тако да обухвата само последњи, номинотипски род.
Филогенетска истраживања постављају ову фамилију, заједно са фамилијом Campynemataceae у основу филогенетског стабла кладе/реда Liliales.